# Liste der Monuments historiques in Channay
Die Liste der Monuments historiques in Channay führt die Monuments historiques in der französischen Gemeinde Channay auf.

## Liste der Objekte
| Bezeichnung                                        | Beschreibung                                                  | Standort                       | Kennzeichnung | Schutzstatus | Datum | Bild |
| -------------------------------------------------- | ------------------------------------------------------------- | ------------------------------ | ------------- | ------------ | ----- | ---- |
| Skulptur Madonna mit Kind                          | Kalkstein, farbig gefasst und vergoldet, um 1600              | in der Kirche St-Martin (Lage) | PM21000519    | Classé       | 1964  |      |
| Skulpturengruppe Mantelteilung des heiligen Martin | Kalkstein, farbig gefasst, zweite Hälfte des 16. Jahrhunderts | in der Kirche St-Martin (Lage) | PM21000520    | Classé       | 1964  |      |
| Skulptur Heiliger Nikolaus                         | Kalkstein, farbig gefasst, zweite Hälfte des 16. Jahrhunderts | in der Kirche St-Martin (Lage) | PM21000521    | Classé       | 1964  |      |
| Skulptur Heiliger Sebastian                        | Kalkstein, farbig gefasst, um 1600                            | in der Kirche St-Martin (Lage) | PM21000522    | Classé       | 1964  |      |
| Wandgemälde Martyrium des heiligen Blasius         | aus dem 16. Jahrhundert                                       | in der Kirche St-Martin (Lage) | PM21003811    | Inscrit      | 1984  |      |
| Wandgemälde Heiliger Fiacrius                      | aus dem 16. Jahrhundert                                       | in der Kirche St-Martin (Lage) | PM21003812    | Inscrit      | 1984  |      |